# Léa-Linux
Léa-Linux (« Léa » est l'acronyme de « Linux entre amis ») est une association loi de 1901 francophone et bénévole d'entraide collaborative autour des logiciels libres et pour le système d'exploitation GNU/Linux.

## Historique
Le site web a été fondé en novembre 1998 par Serge Tchesmeli en tant que site personnel,. Il a été rapidement rejoint par Jean-Christophe Cardot, rencontré sur les listes de diffusion de Mandrakelinux. Le but initial est de créer des documentations claires et en langue française, ce qui n'existe alors quasiment pas,,. Initialement orientée Linux, la base des documentations s'est étendue à l'ensemble des logiciels libres tous systèmes d'exploitation confondus.
Dans sa présentation de Léa-Linux en avril 2000, le magazine Linux pratique considère que grâce à lui « vous deviendrez en peu de temps un spécialiste du « Fine Tuning » du système Linux ». En octobre 2000, le magazine Planète Linux publie une large présentation de Léa-Linux sur 2 pages, accompagné d'une interview de son fondateur.
Une association loi de 1901 Léa est fondée en France en 2001 par Serge Tschesmeli, Jean-Christophe Cardot et Frédéric Bonnaud.
La notoriété du site fait qu'il est mentionné dans divers ouvrages spécialisés comme référence dès 2005 et encore en 2022.

## Services
Léa-Linux est réalisé collaborativement sur Internet, c'est-à-dire qu'il s'enrichit grâce à des articles proposés par de nombreux contributeurs. Le cœur du site se compose de documentations et de tutoriels classés par thèmes. D'abord hébergé sur un système de gestion de contenu « maison », il utilise le moteur de wiki MediaWiki depuis 2005[réf. nécessaire].
Ces documentations sont regroupées au sein du Léa-Book, destiné en particulier aux personnes n'ayant pas les moyens de se raccorder à Internet, soit des documents PDF téléchargeables sur le site (tout le site, ou bien par section ou par article),,.
Le site contient d'autres rubriques qui complètent la documentation : des fiches pratiques, petits tutoriels simples sur une tâche basique ; des pages de trucs & astuces avec détails techniques auxquels on ne pense pas toujours ; la Logithèque, liste de logiciels pour GNU/Linux ; une pilothèque recensant les matériels supportés ou non sous GNU/Linux ; le Léannuaire, un annuaire de sites de logiciels libres,,,,.
D'autre part, des forums d'aide découpés par thèmes permettent de discuter d'aspects plus techniques et plus précis. Enfin, le site met également à disposition des listes de diffusion où des bénévoles tentent d'aider les gens et un canal IRC pour chatter[réf. nécessaire].

## Activités
L'association Léa est la personne morale responsable du site.
La communauté Léa-Linux organise ou participe à des activités sur le thème des logiciels libres. Souvent présente dans les événements tels que Solutions Linux, le FOSDEM ou les Rencontres mondiales du logiciel libre, elle organise à l'occasion des Install partys ou des rencontres , ainsi que des Léa-Partys. Une Léa-Party comprend généralement des conférences et des ateliers sur les logiciels libres (GNU/Linux, *BSD, Mozilla…) et se termine par une soirée.
Sans publicité, le site profite de sa popularité pour mettre en lumière d'autres projets. Léa-Linux a ainsi été un des premiers gros sites à soutenir Wikipédia en français.
Quelques projets ont été créés ou sont issus de la communauté, notamment :  Léa-Knoppix, une distribution GNU/Linux, version francisée de Knoppix; LGC (Léa Gestion Commerciale), logiciel libre de gestion ; NAWAK, le système de gestion de contenu autrefois utilisé comme moteur du site, ; la distribution Nasgaïa GNU/Linux ou le groupe d'utilisateurs Linux lillois Chtinux

## Militantisme
Sans que cela représente ses principales activités, l'association s'est engagée à plusieurs reprises pour la défense des logiciels libres et des libertés sur Internet, dans sa rubrique Coups de becs puis son blog, en participant à des manifestations, signant des pétitions, alertant le monde politique, etc.,
En 2003, Léa prend la défense du site allemand de matériel MobiliX (aujourd'hui TuxMobil) dans son procès qui l'oppose aux Éditions Albert René.
Léa-Linux s'est engagée contre les brevets logiciels en Europe à de multiples reprises, y compris en écrivant en juin 2003 à tous les députés européens français par courrier postal pour leur demander de ne pas laisser passer la loi sur les brevets logiciels en Europe.
Le site a pris parti contre les lois et directives sur le sujet droits d'auteur qu'il juge liberticides ou dangereuses pour le logiciel libre : DADVSI, EUCD, HADOPI, ACTA, SOPA. Ainsi, Léa-Linux et l'APINC projettent sur un mur l'intégralité des débats de l'Assemblée nationale sur la loi HADOPI durant Solutions Linux 2009[réf. nécessaire].
Léa-Linux a fait part de ses inquiétudes contre la loi sécuritaire française LOPPSI 2, le programme de surveillance américain PRISM ou le vote électronique. En 2017, l'association participe à la campagne Public Money Public Code qui incite à la publication des codes sources lors de financement par des fonds publics. En 2023, l'association se dit engagée en faveur de la libre diffusion des articles scientifiques, à l'image des travaux d'Aaron Swartz ou de la bibliothèque en ligne Lib Gen.